# Manhattan Murder Mystery
Manhattan Murder Mystery är en amerikansk kriminalkomedifilm från 1993 i regi av Woody Allen. I huvudrollerna ses Allen, Diane Keaton, Anjelica Huston och Alan Alda.

## Handling
Larry Lipton (Woody Allen) och Larrys hustru Carol (Diane Keaton) träffar grannparet Paul och Lilian House (Jerry Adler och Lynn Cohen) och blir inbjudna till deras hem. Dagen efter besöket dör Lilian i en hjärtattack. Efter att Lilian dött blir Carol nyfiken på hennes dödsorsak, som hon misstänker inte var naturlig. Hon drar med sig sin motvillige man in i en amatör-brottsutredning.

## Rollista i urval
- Diane Keaton - Carol Lipton
- Woody Allen - Larry Lipton
- Alan Alda - Ted
- Anjelica Huston - Marcia Fox
- Jerry Adler - Paul House
- Lynn Cohen - Lilian House
- Melanie Norris - Helen Moss
- Marge Redmond - Mrs. Dalton
- Joy Behar - Marilyn
- Ron Rifkin - Sy
- Zach Braff - Nick Lipton
- William Addy - Jack, tillsynsmannen
- Aida Turturro - dagportiern
- John A. Costelloe - polis
- Frank Pellegrino - polis
- Wendell Pierce - polis